# Ghiacciaio Muus
Il ghiacciaio Muus (in inglese Muus Glacier) è un ghiacciaio situato sulla costa di Black, nella parte orientale della Terra di Palmer, in Antartide. Il ghiacciaio, il cui punto più alto si trova 450 m s.l.m., fluisce in direzione sud-est fino a entrare nella parte settentrionale dell'insenatura di Odom, tra la penisola Snyder e la cresta Strømme, andando così ad alimentare la piattaforma glaciale Larsen D.

## Storia
Il ghiacciaio Muus è stato scoperto da alcuni membri del Programma Antartico degli Stati Uniti d'America di stanza alla base Est che nel 1940 esplorarono questa costa sia via terra che con ricognizioni aeree, è stato mappato nel 1974 dallo United States Geological Survey ed è poi stato così battezzato dal Comitato consultivo dei nomi antartici in onore David Muus, oceanografo a bordo della USCGC Northwind nella sua spedizione nel mare di Ross del 1971-72, e bordo della USCGC Glacier in una delle Spedizioni oceanografiche internazionali nel mare di Weddell, nel 1974-75.